# Крайдер, Крис
Крис Кра́йдер (англ. Chris Kreider; 30 апреля 1991, Боксфорд, США) — профессиональный американский хоккеист, нападающий команды НХЛ «Анахайм Дакс». Победитель молодёжного чемпионата мира 2010 года, финалист розыгрыша Кубка Стэнли 2014 года. Удерживает рекорд плей-офф НХЛ для игроков, не сыгравших ни одного матча в регулярных чемпионатах, с пятью заброшенными шайбами. В составе сборной США забросил десять шайб на молодёжных чемпионатах мира, по этому показателю делит третье место с Джоном Леклером и Майком Модано, среди американцев результативней действовали только Брайан Джионта, который отличился 11 раз, и Джереми Рёник, на его счету 13 шайб.

## Карьера в НХЛ
10 апреля 2012 Крайдер подписал трёхлетний контракт новичка с «Рейнджерс». Уже на следующий день Крис присоединился к команде, а вскоре и дебютировал в НХЛ, это произошло 16 апреля 2012 в третьем матче Восточного четвертьфинала плей-офф Кубка Стэнли против «Оттавы Сенаторз». 23 апреля в шестом матче серии с «Оттавой» забросил свою первую шайбу в НХЛ, шайба стала победной, а ассистировал ему бывший партнер по молодёжной сборной Дерек Степан.
Следующая шайба Криса также стала победной, 28 апреля в первом матче полуфинала Восточной конференции был обыгран «Вашингтон Кэпиталз», таким образом, Крайдер стал первым игроком в истории НХЛ, чьи две первые шайбы в карьере в НХЛ стали победными в розыгрыше плей-офф. Забросив в плей-офф пять шайб, Крис установил рекорд: ранее ни одному игроку, не имевшему опыта выступлений в НХЛ, не удавалось отличиться столько раз. Предыдущее достижение было установлено игроком «Монреаля» Эдди Мазуром в 50-х годах XX века и равнялось четырём шайбам.
30 ноября 2013 оформил свой первый в карьере хет-трик, а «Нью-Йорк» победил «Ванкувер Кэнакс» со счётом 5:3.
23 июля 2014 продлил соглашение с клубом на два года, сумма контракта составила $4,95 млн. Летом 2016 года продлил контракт с «Рейнджерс» на 4 года и $ 18,5 млн.
В сезоне 2016/17 стал первым игроком «Рейнджерс» с 1990 года, набиравшим не менее 3 очков в 3 стартовых встречах. 31 декабря 2016 года сделал второй хет-трик в карьере, на этот раз в ворота «Колорадо Эвеланш», которые защищал Кельвин Пикар.
В конце 2017 года у Крайдера был обнаружен тромб в правой руке, из-за чего игрок пропустил около 2 месяцев.
В сезоне 2021/22 30-летний Крайдер неожиданно занял третье место по заброшенным шайбам в НХЛ (52 шайбы в 81 матче), хотя ранее никогда не забрасывал более 28 шайб за сезон.  Ранее за всю историю в составе «Рейнджерс» только Яромир Ягр забрасывал больше шайб (54 шайбы в сезоне 2005/06). Крайдер набрал 77 очков за сезон, также значительно превысив свой предыдущий рекорд (53). Крис также установил рекорд «Рейнджерс» по голам в большинстве (26) и победным голам (11) за сезон. Крайдер 8 раз за сезон забрасывал по две шайбы и сделал один хет-трик (22 января в матче против «Аризоны»). Крайдер по ходу сезона связывал улучшение своей игры со взаимодействием с лидерами «Рейнджерс» Микой Зибанежадом и Артемием Панариным. В плей-офф Крайдер продолжил результативную игру, набрав 16 очков (10+6) в 20 матчах.
В сезоне 2022/23 набрал 54 очка (36+18) в 79 матчах. В первых двух матчах первой серии плей-офф с «Нью-Джерси» забрасывал по 2 шайбы в большинстве. Крайдер стал первым в истории хоккеистом НХЛ, забросившим по 2 шайбы в большинстве в первых двух матчах плей-офф.
15 февраля 2024 года сделал хет-трик в ворота «Монреаля» (7:4). 30 марта 2024 года в игре против «Аризоны» (8:5) забросил свою 300-ю шайбу в НХЛ. Всего за сезон набрал 75 очков (39+36) в 82 матчах. Крайдер установил личный рекорд по голевым передачам, ранее он никогда не делал более 25 передач за сезон.

## Международная карьера
В составе молодёжной сборной США стал чемпионом мира 2010 года, его сборная в финале турнира переиграла хозяев — канадцев — со счётом 6:5(ОТ), а Крис забросил одну из шайб. На домашнем чемпионате 2011 года Крис помог своей команде выиграть бронзовые медали, забросив две шайбы в матче за 3-е место в ворота сборной Швеции.
Также в составе сборной США участник чемпионатов мира 2010, 2011, 2018 и 2019 годов. На чемпионате мира 2018 года американцы заняли третье место, Крайдер набрал 10 очков (4+6) в 10 матчах. В матче за третье место против Канады (4:1) Крайдер забросил две шайбы.

## Статистика
| Легенда | Легенда                    | Легенда | Легенда                   | Легенда | Легенда    |
| ------- | -------------------------- | ------- | ------------------------- | ------- | ---------- |
| И       | Количество проведённых игр | Штр     | Штрафное время            | +/−     | Плюс-минус |
| Г       | Голы                       | П       | Голевые передачи          | О       | Очки       |
| -       | Статистика неизвестна      | —       | Статистика не учитывалась |         |            |

## Награды и достижения
| Награда                        | Год     |  |
| ------------------------------ | ------- |  |
| Hockey East - сборная новичков | 2009–10 |  |
| Hockey East - вторая сборная   | 2011–12 |  |